# Boualem Benhamouda
Pour les articles homonymes, voir Boualem (homonymie).
Boualem Benhamouda (arabe : بوعلام بن حمودة), né le 8 mars 1933 à Cherchell, est un homme politique algérien, membre du FLN.

## Biographie
Membre de l'Union générale des étudiants musulmans algériens (UGEMA), il participe à la grève de 1956 avant rejoindre l'ALN. À l'indépendance, il est élu à l'assemblée constituante avant d'occuper plusieurs postes ministériels durant 20 ans sous Houari Boumediène et Chadli Bendjedid, entre 1965 à 1986. Il est directeur de l'institut national d'études de stratégie globale (INESG) entre 1986 et 1989. 
Membre du comité central du FLN il en sera le secrétaire général de 1996 à 2001. En effet, le 19 janvier 1996, il accède à sa tête , "quatre ans après le début d'une cure d'opposition commencée après l'interruption du processus électoral de décembre 1991, le FLN a renoué avec le pouvoir. À l'issue d'un Comité central, Boualem Benhamouda, un des représentants de la «vieille garde» de l'ex-parti unique, ministre sous les régimes de Boumediene et de Chadli, a été élu secrétaire général par 89 voix contre 82 pour l'ex-Premier ministre Mouloud Hamrouche ".
Le 22 septembre 2001, Benflis succède à Benhamouda. "L'opération de succession s'est passée sans heurts, signe qu'elle a été préparée (..). Boualem Benhamouda, sans doute poussé à la sortie par un fort désir de changement exprimé par la base du parti, a annoncé sa démission devant le comité central, réuni en session ordinaire, dès l'ouverture des travaux. Ensuite, il a  proposé à l'assistance le nom de son successeur dont il loue, au passage, les qualités humaines (...). Ali Benflis, sans concurrent, est plébiscité. Un remplacement qui semble avoir obéi à une fatalité que l'ex-SG reconnaît de fait: il faut un souffle nouveau pour le parti à la veille des échéances électorales" .
Benhamouda est aussi auteur de dictionnaires et d’œuvres philologiques qui montrent la part des emprunts lexicographiques que le français doit à l'arabe. Il a publié en 2012, à l'occasion du 50ème anniversaire de l'indépendance de l'Algérie, un livre qui révèle quelques pans de l’histoire de la Révolution algérienne, non seulement depuis le 1er novembre 1954, mais bien avant, c’est-à-dire depuis le début de l’occupation en 1830.

## Fonctions
- 1963-1965, Député de l'Assemblée constituante
- 1965-1970, Ministre des Anciens moudjahidine.
- 1970-1977, Ministre de la Justice, garde des sceaux.
- 1977-1979, Ministre des Travaux publics.
- 1980-1982, Ministre de l'Intérieur.
- 1982-1986, Ministre des Finances[4].
- 1986 - 1989, Directeur de l'institut national d'études de stratégie globale (INESG) .
- 1996-2001, Secrétaire général du FLN

## Œuvres et publications
- المفتاح: dictionnaire général français-arabe, près de 75000 mots et expressions, Dar el Oumma, 2006
- Les clés de la langue arabe, Office des publications universitaires, 1993
- L'origine arabe de la langue française, Dialogues, 1996
- Mots français d'origine arabe, Dar El Oumma, 2008
- Enseignements de la vie, Dar el Noamane, 2017